# كنال+ إفريقيا
كنال+ إفريقيا هي نسخة إفريقية من شبكة قنوات كنال+ موجهة للدول الافريقية الفرنسية، وهي متوفرة بشكل أساسي في البلدان الناطقة بالفرنسية في وسط وغرب إفريقيا، وكذلك متوفرة في البلدان غير الناطقة بالفرنسية مثل سيراليون ونيجيريا وغانا والرأس الأخضر . تبث الخدمة على القمر الصناعي NSS 7 عند 22 درجة غربًا.

## قائمة القنوات

### كنال +
- كنال+
- كنال+ سينما
- كنال+ سيريز
- كنال+ فاميلي
- كنال+ سبورت
- كنال+ بريميوم
- كنال+ سبورت
- كنال+ سيريال
- كنال+ أكشن

### ترفيه
- تي أف 1
- فرنسا 2
- فرنسا 3
- فرنسا 5
- إم 6
- أرتيو
- سي 8
- كنال+ دومو (بولندا)
- NT1
- تلفزيون نوليوود
- تلفزيون نوفيلاس
- Novelas + (بولندا)
- وي أون
- زي ماجيك

### أطفال
- تيل تون +
- بيوي+
- قناة ديزني
- نيكلوديون
- جولي
- تي جي
- كنال جي
- ديزني اكس دي
- كرتون نتورك
- ديزني جونيور
- بوميرانج
- تونامي

### هندي
- DD الهند
- أخبار DD
- زي نيوز
- تلفزيون الجمهورية
- ستار بلس
- زي تي في
- تلفزيون سوني انترتينمنت
- تايمز الآن
- سوني بيكس
- زي تاميل
- زي أنمول

### سينما
- تلفزيون باراماونت
- كنال+ فيلم
- سين+ ستار
- سين+ فريسون
- سين+ إيموشن
- أكشن HD
- قناة هوليوود
- ديزني سينما
- MN +
- زي ستوديو
- سينما زي
- سوني ماكس
- دي دي ناشيونال
- ستار جولد

### موسيقى
- 9XO
- زي تي في
- زي إي تي سي بوليوود
- MTV Bets
- 9XM
- M تن
- ميوزيك ناو

## أنظر أيضا
- كنال + جروب
- كنال+ (مزود التلفزيون الفرنسي)
- كنال+ كاليدونيا
- كنال+ كارايبيس
- دي إس تي في
- ستارتايمز

## روابط خارجية
- موقع رسمي